# Filialkirche Bubendorf im Burgenland

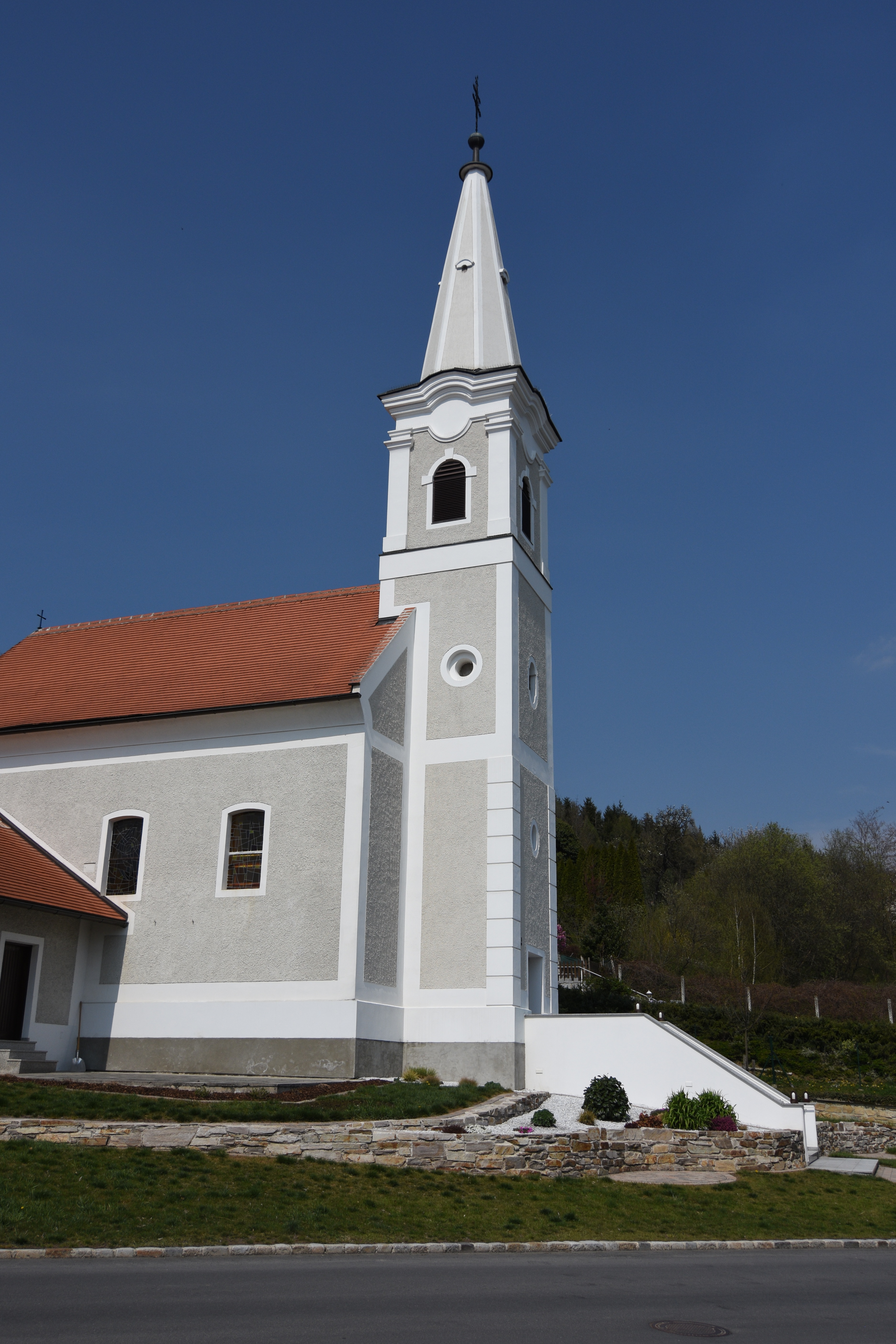
Katholische Filialkirche hl. Florian in Bubendorf im Burgenland

Die Filialkirche Bubendorf steht im Ort Bubendorf der Gemeinde Pilgersdorf im Bezirk Oberpullendorf im Burgenland. Die auf den Heiligen Florian von Lorch geweihte römisch-katholische Filialkirche gehört zum Dekanat Oberpullendorf in der Diözese Eisenstadt. Die Kirche steht unter Denkmalschutz (Listeneintrag).

## Geschichte
Die Kirche wurde von 1809 bis 1813 erbaut und wurde 1975 restauriert.

## Architektur
Der klassizistische Kirchenbau mit einer halbrunden Apsis hat eine ostseitigen Fassadenturm. Das Langhaus hat ein Platzlgewölbe und zwischen Langhaus und Chor ist querschiffartig ein schmales Joch mit seitlichen Nischen. Die Apsis hat ein Schalengewölbe und die Empore ruht auf einem gedrückten Tonnengewölbe.

## Ausstattung
Der Hochaltar aus der ersten Hälfte des 19. Jahrhunderts trägt einen Tabernakel vom Maler und Restaurator Johann Rath und darüber an der Wand das Altarbild hl. Florian. Seitlich gibt es zwei Figuren fliegender Engel aus dem 18. Jahrhundert.
In der linken Zwischenjochnische ist eine Figurengruppe Anna mit Maria aus der zweiten Hälfte des 18. Jahrhunderts. In der rechten Zwischenjochnische ist eine Figurengruppe Dreifaltigkeit aus der zweiten Hälfte des 19. Jahrhunderts.